# Ендрю Дівофф
Ендрю Дівофф (англ. Andrew Divoff; 2 липня 1955) — американський актор.

## Біографія
Ендрю Дівофф народився 2 липня 1955 року в Сан-Томе, Венесуела. Його батько російського походження, а мати венесуелка. П'ять років Ендрю жив у Вилассар-де-Мар, Іспанія, з 1973 по 1977 рік. Працював гідом у Коста-Брава. В даний час він живе у Сполучених Штатах. Дівофф може розмовляти восьмома мовами: англійською, іспанською, італійською, французькою, німецькою, каталонською, португальською і російською.

## Фільмографія
| Рік       |    | Українська назва                                | Оригінальна назва                                   | Роль                                           |
| --------- | -- | ----------------------------------------------- | --------------------------------------------------- | ---------------------------------------------- |
| 1983      | ф  | Поцілунок незнайомця                            | Strangers Kiss                                      |                                                |
| 1986      | ф  | Неонові маніяки                                 | Neon Maniacs                                        | Док                                            |
| 1986      | с  | Мученики науки                                  | Misfits of Science                                  | охоронець                                      |
| 1986      | с  | Зона сутінків                                   | The Twilight Zone                                   | Володимир                                      |
| 1986      | с  | Команда А                                       | The A-Team                                          |                                                |
| 1986—1987 | с  | Опудало і місіс Кінг                            | Scarecrow and Mrs. King                             | російський солдат                              |
| 1987      | с  | Макгайвер                                       | MacGyver                                            | російський охоронець                           |
| 1987      | с  | Метлок                                          | Matlock                                             | агент федеральної служби                       |
| 1987      | с  | Гуперман                                        | Hooperman                                           |                                                |
| 1988      | ф  | Мак і я                                         | Mac and Me                                          | поліцейський 2                                 |
| 1989      | тф | На краю                                         | Out on the Edge                                     | Люк                                            |
| 1989      | тф | Відправний пункт                                | Breaking Point                                      | помічник                                       |
| 1989      | тф | Череда жахів                                    | Fear Stalk                                          | чоловік                                        |
| 1989      | с  | Тридцять з чимось                               | Thirtysomething                                     | водій лімузину                                 |
| 1989      | с  | Серцебиття                                      | Heartbeat                                           | Юрій                                           |
| 1990      | ф  | Полювання за «Червоним Жовтнем»                 | The Hunt for Red October                            | Андрій Амальрік                                |
| 1990      | ф  | Інші 48 годин                                   | Another 48 Hrs.                                     | Річард «Чері» Ганз                             |
| 1990      | ф  | Нічна зміна                                     | Graveyard Shift                                     | Денсон                                         |
| 1991      | ф  | Іграшкові солдатики                             | Toy Soldiers                                        | Луїс Калі                                      |
| 1992—1996 | с  | Горець                                          | Highlander                                          | Гавріель Ларка / Брайан Слейд                  |
| 1992      | ф  | Назад до СРСР                                   | Back in the U.S.S.R.                                | Дмитро                                         |
| 1992      | ф  | Перехоплювач                                    | Interceptor                                         | капітан Крістофер Вінфілд                      |
| 1993      | ф  | Елітний загін                                   | Extreme Justice                                     | Енджел                                         |
| 1993      | ф  | Все круто                                       | Running Cool                                        | Бон                                            |
| 1993      | с  | Пригоди Бріско Каунті молодшого                 | The Adventures of Brisco County Jr.                 | Чорна Борода                                   |
| 1994      | ф  | Небезпечний дотик                               | Dangerous Touch                                     | Джонні                                         |
| 1994      | ф  | Облівіон                                        | Oblivion                                            | Редей / Ейнштейн                               |
| 1994      | ф  | Гонконг 97                                      | Hong Kong 97                                        | Малкольм Гудчайлд                              |
| 1994      | ф  | Зниклі мільйони                                 | A Low Down Dirty Shame                              | Мендоса                                        |
| 1995      | ф  | Незнайомка                                      | The Stranger                                        | Ангел                                          |
| 1995      | ф  | Екстро 3: Прокляття небес                       | Xtro 3: Watch the Skies                             | капітан Феттерман                              |
| 1995      | ф  | Випадковий фактор                               | The Random Factor                                   | Джейк Андерс                                   |
| 1995—2000 | с  | Вокер, техаський рейнджер                       | Walker, Texas Ranger                                | Альберто Кардозу / Руді Мендоса / Карлос Дарій |
| 1995      | в  | Чарівний острів                                 | Magic Island                                        | Чорна Борода                                   |
| 1996      | в  | Немезида 4: Ангел смерті                        | Nemesis 4: Death Angel                              | Бернардо                                       |
| 1996      | ф  | Адреналін: Страх гонитви                        | Adrenalin: Fear the Rush                            | Стернс                                         |
| 1996      | в  | Облівіон 2                                      | Oblivion 2: Backlash                                | Редей / Ейнштейн                               |
| 1996      | ф  | Один на один                                    | For Which He Stands                                 | Пауло                                          |
| 1996      | тф | Смертельний рейс                                | Deadly Voyage                                       | Ромаченко                                      |
| 1996      | тф | Тарзан: Героїчні пригоди                        | Tarzan: The Epic Adventures                         | Микола Роков                                   |
| 1996      | с  | Тарзан: Героїчні пригоди                        | Tarzan: The Epic Adventures                         | Микола Роков                                   |
| 1996—1997 | с  |                                                 | EZ Streets                                          | Андре «Француз» Десормо                        |
| 1997      | с  | Конан                                           | Conan                                               | генерал Горот                                  |
| 1997—2000 | с  | Детектив Неш Бріджес                            | Nash Bridges                                        | Чорна Борода / Карл Дуган                      |
| 1997      | ф  | Вибух                                           | Blast                                               | Омодо                                          |
| 1997      | ф  | Літак президента                                | Air Force One                                       | Борис Базилев                                  |
| 1997      | ф  | Доторкнися до мене                              | Touch Me                                            | доктор Ваченко                                 |
| 1997      | ф  | Виконавець бажань                               | Wishmaster                                          | Джинн, Натаніель Демерест                      |
| 1998      | ф  | Перехресний вогонь                              | Crossfire                                           | Декова                                         |
| 1998      | с  | Спека в Акапулько                               | Acapulco H.E.A.T.                                   | Ворон                                          |
| 1998      | с  | Китайський городовий                            | Martial Law                                         | Лютер Феллон                                   |
| 1998      | тф | Убивці в будинку                                | Killers in the House                                | Делані Брекет                                  |
| 1998      | в  | Пастка                                          | Captured                                            | Роберт Брід                                    |
| 1999      | в  | Виконавець бажань 2: Зло безсмертне             | Wishmaster 2: Evil Never Dies                       | Джинн, Натаніель Демерест                      |
| 1999      | ф  | Винищувач                                       | Stealth Fighter                                     | Роберто Менендес                               |
| 2000      | ф  | Під замком                                      | Lockdown                                            | Перес                                          |
| 2000      | ф  | Фауст: Любов проклятого                         | Faust: Love of the Damned                           | М                                              |
| 2001      | ф  | Внутрішня лють                                  | The Rage Within                                     | Шейн                                           |
| 2001      | ф  | Нічні лицарі                                    | Knight Club                                         | Крюков                                         |
| 2001      | ф  | Чорна бригада                                   | Blue Hill Avenue                                    | детектив Тайлер                                |
| 2001      | ф  | Опустився і брудний                             | Down 'n Dirty                                       | Джиммі                                         |
| 2001      | с  | Під прикриттям                                  | UC: Undercover                                      | Мартін Рітгер                                  |
| 2001      | с  | Агентство                                       | The Agency                                          | полковник Грачов                               |
| 2002—2005 | с  | Військово-юридична служба                       | JAG                                                 | полковник Фадиль Наджар / російський капітан   |
| 2002      | тф | Дракула                                         | Dracula                                             | доктор                                         |
| 2003      | ф  | Бойова бригада                                  | The Librarians                                      | Маркос                                         |
| 2004      | ф  | Московська спека                                | Moscow Heat                                         | Едвард Вестон                                  |
| 2005      | ф  | Доктор Пекло                                    | Dr. Rage                                            | доктор Тімоті Строн                            |
| 2005      | ф  | Sharkskin 6                                     | Sharkskin 6                                         | Едді                                           |
| 2005      | ф  | Заборонений воїн                                | Forbidden Warrior                                   | Юхіс-Ака                                       |
| 2005      | с  | Шпигунка                                        | Alias                                               | Люсьєн Нісард                                  |
| 2006      | с  | Загін «Антитерор»                               | The Unit                                            | Головний                                       |
| 2006—2010 | с  | Загублені                                       | Lost                                                | Михаїл Бакунін                                 |
| 2006      | ф  | Американська мрія                               | American Dreamz                                     | китайський перекладач                          |
| 2007      | ф  | Форсаж да Вінчі                                 | Treasure Raiders (Форсаж да Винчи)                  | Кронін                                         |
| 2007      | ф  | Лють                                            | The Rage                                            | доктор Віктор Василенко                        |
| 2007      | в  | Чиказька різанина                               | Chicago Massacre: Richard Speck                     | Джек Вітакер                                   |
| 2008      | в  | Бостонський душитель                            | Boston Strangler: The Untold Story                  | Джон Марсден                                   |
| 2008      | вг | Lost: Via Domus                                 | Lost: Via Domus                                     | Михаїл Бакунін                                 |
| 2008      | вг | Command & Conquer: Red Alert 3                  | Command & Conquer: Red Alert 3                      | генерал Микола Крюков                          |
| 2008      | с  | Чорна мітка                                     | Burn Notice                                         | Іван                                           |
| 2008      | с  | Закон і порядок: Спеціальний корпус             | Law & Order: Special Victims Unit                   | Андре Бусідо                                   |
| 2008—2009 | с  | C.S.I.: Місце злочину Маямі                     | CSI: Miami                                          | Іван Сарнов                                    |
| 2008      | ф  | Індіана Джонс і королівство кришталевого черепа | IIndiana Jones and the Kingdom of the Crystal Skull | російський солдат                              |
| 2009      | ф  | Балістика                                       | Ballistica                                          | Драгомир                                       |
| 2009      | с  | Противага                                       | Leverage                                            | Сергій                                         |
| 2009      | с  | Криміналісти: мислити як злочинець              | Criminal Minds                                      | тато                                           |
| 2010      | с  | Хороші хлопці                                   | The Good Guys                                       | Педро                                          |
| 2010      | ф  | Тіні в раю                                      | Shadows in Paradise                                 | лейтенант Стронах                              |
| 2010      | ф  | Мертва плоть                                    | The Dead Matter                                     | Веліх                                          |
| 2010      | ф  | Убивство у Вегасі                               | Magic Man                                           | Рудольф Тредуелл                               |
| 2010      | вг | Call of Duty: Black Ops                         | Call of Duty: Black Ops                             | Лев Кравченко                                  |
| 2011      | ф  | Посковзнувся, впав                              | Slip & Fall                                         | Дін Дикман                                     |
| 2012      | ф  | Ніч живих мерців: Початок                       | Night of the Living Dead 3D: Re-Animation           | Джеральд Товар молодший                        |
| 2012      | вг | Call of Duty: Black Ops II                      | Call of Duty: Black Ops II                          | Лев Кравченко                                  |
| 2013      | ф  | Іммігрант                                       | Immigrant                                           | Толік                                          |
| 2013      | с  | Нікіта                                          | Nikita                                              | Амон Крейг                                     |
| 2014      | с  | Штам                                            | The Strain                                          | Пітер Бішоп                                    |
| 2014      | в  | Круті чуваки                                    | Bad Ass 2: Bad Asses                                | Леандро Еррера                                 |
| 2015      | ф  | Досить хороші речі                              | Pretty Fine Things                                  | доктор Мюррей                                  |